# Godfrey, a lakáj
A Godfrey, a lakáj (eredeti cím: My Man Godfrey) 1936-ban bemutatott amerikai romantikus vígjáték Gregory La Cava rendezésében. A produkciót hat Oscar-díjra jelölték. Főszerepben William Powell, Carole Lombard, Alice Brady és Gail Patrick.
1957-ben készült egy remake a filmből June Allysonnal és David Nivennel a főszerepben.

## Cselekmény
A nagy gazdasági világválság idején járunk. A Bullock család két egymással versengő lánya tárgykereső játékon vesz részt, és már csak az "elfelejtett ember" maradt a listán. Cornelia Bullock (Gail Patrick) a szeméttelepen keresgél a hajléktalanok között, és rátalál Godfrey-ra (William Powell). A nő pénzt ajánl fel a férfinak, hogy legyen a talált tárgya, de Godfrey elutasítja. Nem sokkal később az ifjabbik Bullock-lány, Irene (Carole Lombard) is megtalálja Godfrey-t, ugyanazt kérve a férfitól. Godfrey Irene-t szimpatikusabbnak találja, és belemegy abba, hogy legyőzzék Cornelia csapatát. A játék helyszínére, a Waldorf-Ritz Hotelbe érkeznek, ahol Godfrey-t taszítja a tehetős emberek eme fajta szórakozása. Habár Irene győzött, Godfrey hangot ad nemtetszésének, mire Irene állást ajánl Godfrey-nak a családjuknál.
Godfrey meglepően ügyes lakájnak bizonyul, fel is kelti Irene figyelmét, Cornelia pedig még mindig mérges, amiért Godfrey visszautasította az ajánlatát. Amint az kiderül, a Bullock család több pénzt szór ki az ablakon, mint amennyit megkeres. Mrs. Bullock (Alice Brady) néha hallucinál, védence, Carlo, megeszik mindent, amit talál, Cornelia csak saját magával törődik, arrogáns és Godfrey életét próbálja megnehezíteni, a családfő, Mr. Bullock pedig győzi kifizetni a család szeszélyeit. Egy nap partit csapnak, ahol Godfrey-t felismeri egy régi barátja, Tommy. Godfrey azt hazudja, hogy Tommy családjának volt korábban a komornyikja, Tommy pedig hozzáteszi, hogy nős és öt gyereke is van. Az elkeseredett Irene bejelenti az (abban a pillanatban eldöntött) eljegyzését a jómódú Charlie-val, de Godfrey gratulációira sírva fakad és elrohan.
Másnap Godfrey ebéd mellett elmeséli Tommy-nak, hogy zátonyra futott a párkapcsolata és ki akarta oltani az életét, amikor a szemétdombra keveredett, és végül a hajléktalanokkal maradt. Cornelia szakítja félbe az ebédet azzal, hogy békét kínál Godfrey-nak, a férfi azonban újra visszautasítja. A nő feldúlva tehetetlenségében elrejti a gyöngysorát Godfrey matraca alá, majd lopást jelent be a rendőrségen. Mikor azonban Cornelia várakozása ellenére a rendőrök nem találják meg a gyöngysort az elrejtett helyen, nagy bajba kerül. Mr. Bullock átlátva lánya mesterkedésén bejelenti, hogy jobb lesz, ha mielőbb előkeríti azokat a gyöngyöket, ugyanis nem volt rajtuk biztosítás.
Irene eljegyzését felbontották, a Bullock házaspár pedig jobbnak látja elküldeni a két lányt Európába egy időre. Visszatérve az útjukról, Cornelia bejelenti Irene-nak, hogy el fogja csábítani Godfrey-t. Irene megijedve ájulást mímel, és Godfrey karjaiba zuhan. Mikor a férfi felviszi a szobájába, repülő sót keres, de a tükörben meglátja, hogy Irene csak színlelt, ezért dühösen hideg zuhany alá rakja: Irene örömére, mert már tudja, hogy Godfrey-nak fontos.
A családot azonban gondterhelő hírek várják. Mr. Bullock csődöt jelent és kiteszi Carlo szűrét a házból. A felettük lebegő sötét jövőképeket Godfrey oszlatja szét: Cornelia gyöngyeiből befektetett az értékpapírpiacba, és eladta részvényeit. A pénzből megvette Mr. Bullock részvényeit. Átadja Mr. Bullocknak az okiratokat, megmentve ezzel a családot a pénzügyi csődtől, valamint visszaadja Corneliának a gyöngysorát, aki végül bocsánatot is kér. Ezután Godfrey távozik. A profitból, amit megkeresett, Tommy barátjával egy szórakozóhelyet nyitott a szeméttelep helyén, a hajléktalanoknak pedig munkát és jövőt biztosított. Irene azonban hajhatatlanul követi Godfrey-t, és végül ráveszi, hogy összeházasodjanak.

## Szereplők
| Színész         | Szerep                | Magyar hang      | Magyar hang     |
| Színész         | Szerep                | Filmbox Family   | MTVA            |
| --------------- | --------------------- | ---------------- | --------------- |
| William Powell  | Godfrey               | Galbenisz Tomasz | Király Attila   |
| Carole Lombard  | Irene Bullock         | Mezei Kitty      | Kovács Patrícia |
| Alice Brady     | Angelica Bullock      | Kocsis Mariann   | Kovács Nóra     |
| Gail Patrick    | Cornelia Bullock      | N/A              | Kiss Eszter     |
| Eugene Pallette | Alexander Bullock     | Kapácsy Miklós   | Csuja Imre      |
| Jean Dixon      | Molly                 | N/A              | Sági Tímea      |
| Alan Mowbray    | Tommy Gray            | N/A              | Rosta Sándor    |
| Mischa Auer     | Carlo                 | N/A              | Fekete Zoltán   |
| Pat Flaherty    | Mike                  | Szokol Péter     | N/A             |
| Reginald Mason  | Courtney polgármester | N/A              | Csuha Lajos     |
| Bob Perry       | Bob, az ajtónálló     | N/A              | Végh Ferenc     |
| Robert Light    | George Faithful       | N/A              | N/A             |

## Fontosabb díjak, jelölések
Oscar-díj 1937
- jelölés: legjobb rendező – Gregory La Cava
- jelölés: legjobb adaptált forgatókönyv – Morrie Ryskind, Zoë Akins
- jelölés: legjobb férfi főszereplő – William Powell
- jelölés: legjobb női főszereplő – Carole Lombard
- jelölés: legjobb férfi mellékszereplő – Mischa Auer
- jelölés: legjobb női mellékszereplő – Alice Brady